# Bahjí

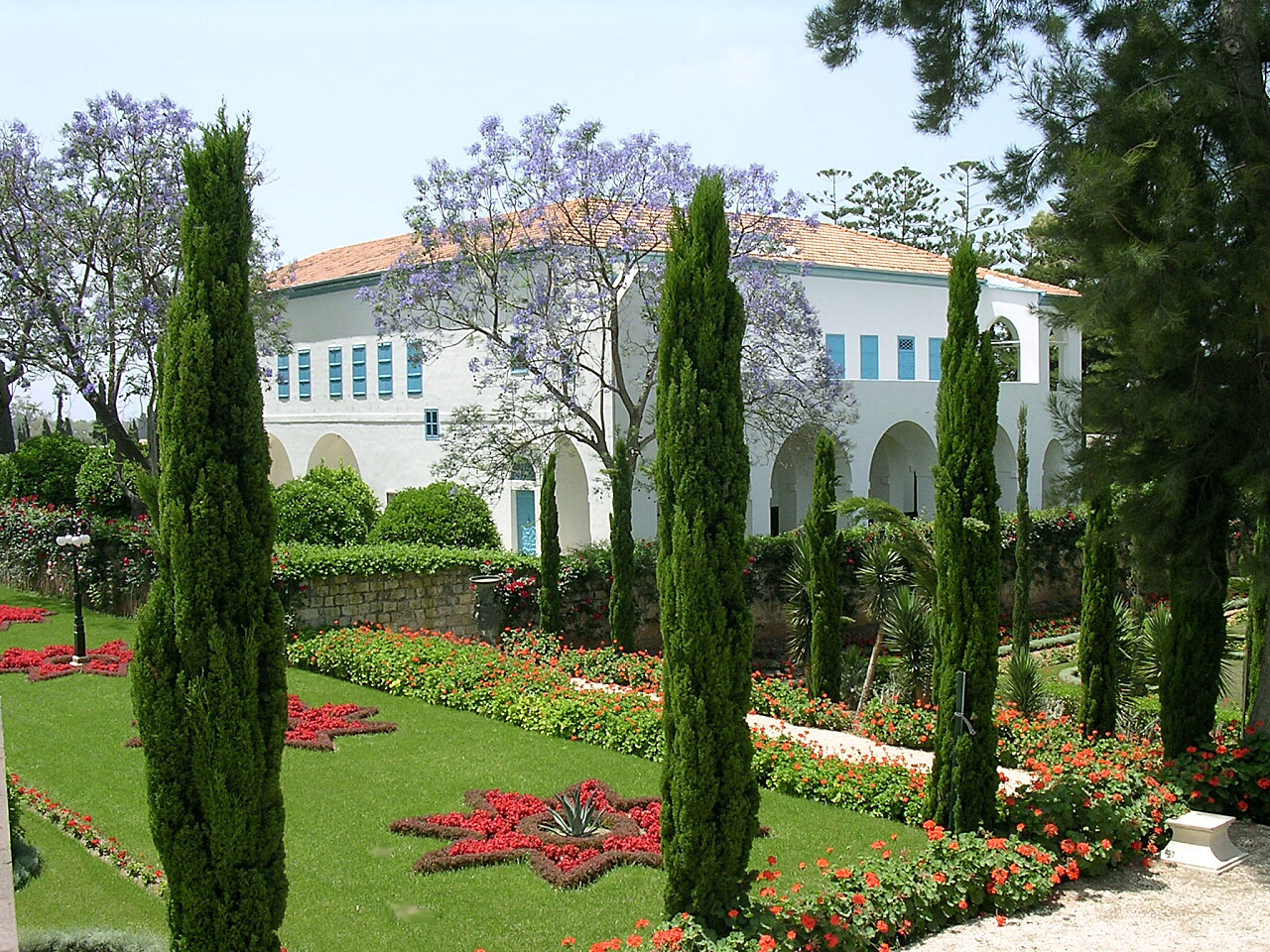
Het huis van Bahjí, Akko, Israël.

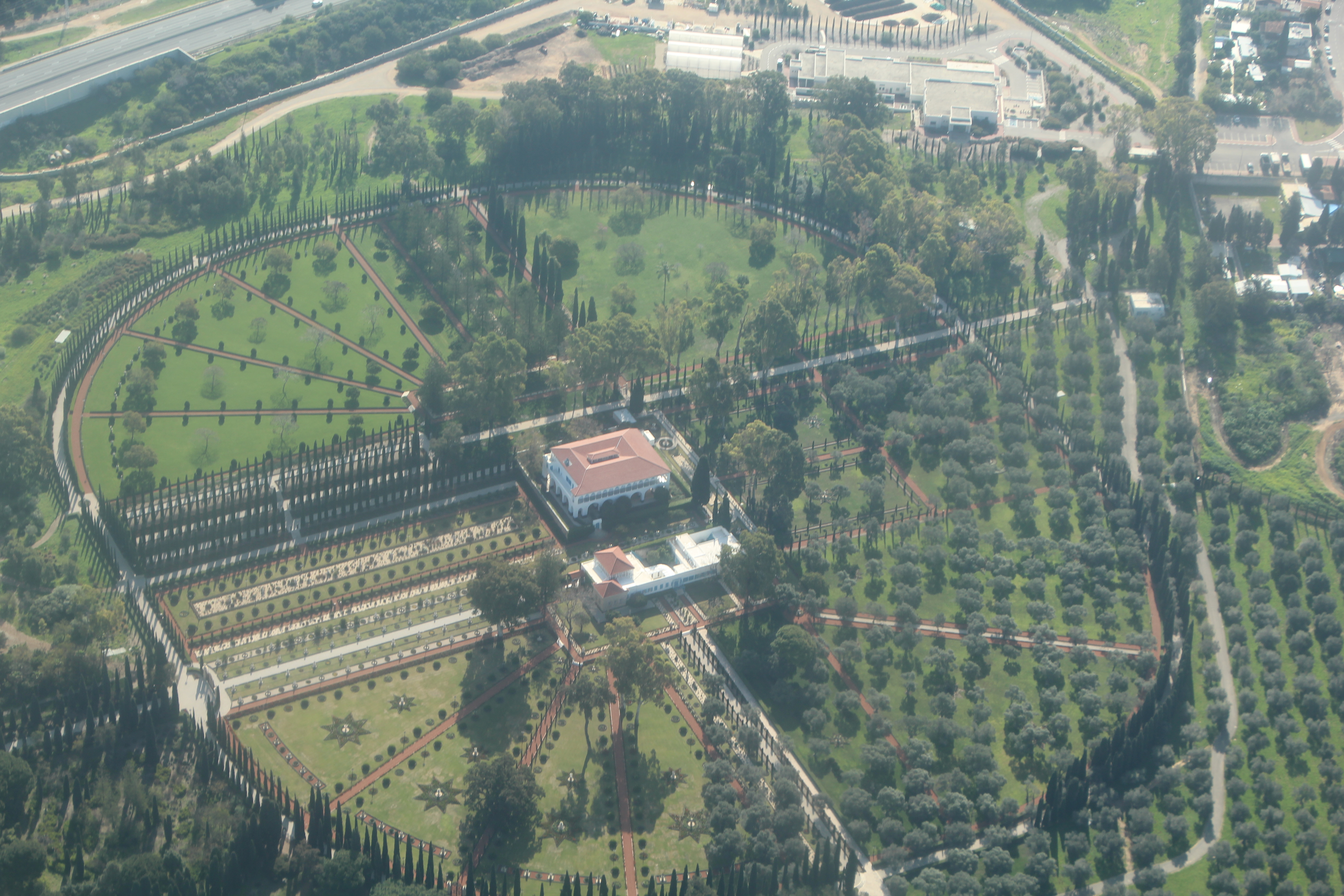
Luchtfoto uit 2022

Bahjí is een term die gebruikt wordt voor het landhuis nabij Akko, Israël, waar Bahá'u'lláh, stichter van het Bahá’í-geloof, overleed in 1892. Zijn graftombe is gelegen naast het huis.
Het huis werd gebouwd in 1870 over een veel ouder en kleiner gebouw door ‘Udi Khammar, een rijke koopman uit Akko, die oorspronkelijk ook eigenaar was van het Huis van ‘Abbúd. ‘Udi Khammar stierf en werd begraven in een graf in de zuidwesthoek van de muur rond het gebouw. Het huis bleef in handen van zijn familie tot 1879 toen de inwoners vluchtten vanwege een epidemie, zodat het voor een zeer klein bedrag verhuurd werd aan Bahá'u'lláh en zijn familie. Bahá'u'lláhs tweede vrouw, Mahd-i-'Ulya en haar kinderen woonde in het huis.
In 1890 de Cambridge oriëntalist Edward Granville Browne voldaan Bahá'u'lláh in dit huis. Na deze ontmoeting schreef hij zijn beroemde pen-portret van Bahá'u'lláh.
Nadat Bahá'u'lláh overleed in 1892, was het huis in bezit van een van Mahd-i-'Ulya's zonen, Mírzá Muhammad Ali', tot november 1929, toen het werd opgekocht door Shoghi Effendi.
Het is nu een onderdeel van de bahá'í-pelgrimsreis.

## Bron
- Smith, P. (1999). A Concise Encyclopedia of the Bahá'í Faith. Oneworld Publications, Oxford, UK. ISBN 1851681841.